# Windsor, Illinois
Windsor là một thành phố thuộc quận Shelby, tiểu bang Illinois, Hoa Kỳ. Năm 2010, dân số của thành phố này là 748 người.

## Dân số
Dân số qua các năm:
- Năm 2000: 1125 người.
- Năm 2010: 748 người.